# 民族人民党 (1997年)
民族人民党（缩写为RJD）是印度的一个左翼政党，由拉鲁·普拉萨德·亚达夫于1997年7月5日创建。该党主要在比哈尔邦、贾坎德邦和喀拉拉邦开展活动。
该党的支持基础传统上是其他落后阶层、达利特和穆斯林，并被视为低种姓群体的政治代表。2008年，该党因其在印度东北部诸邦的选举表现而获得国家级党的地位。但在2010年7月30日，该党失去国家级党的地位。
该党是亚洲社会民主主义网络的观察员党。